# Ballancourt-sur-Essonne
Ballancourt-sur-Essonne é uma comuna francesa na região administrativa da Ilha de França, no departamento de Essonne. Estende-se por uma área de 11.30 km². Em 2010 a comuna tinha 7 695 habitantes (densidade: 681 hab./km²).